# Hellmut Krug
Pour les articles homonymes, voir Krug.
 (octobre 2018).
Hellmut Heinz Krug (né le 19 mai 1956 à Gelsenkirchen) est un ancien arbitre allemand de football. Il fut international de 1991 à 2002 et se retira en 2003.

## Carrière
Il a officié dans des compétitions majeures : 
- Coupe d'Allemagne de football féminin 1990 (finale)
- Coupe du monde de football des moins de 20 ans 1993 (4 matchs)
- Coupe du monde de football de 1994 (2 matchs)
- Supercoupe de l'UEFA 1994 (match retour)
- Coupe d'Allemagne de football 1995-1996 (finale)
- Euro 1996 (2 matchs)
- Ligue des champions de l'UEFA 1997-1998 (finale)
- Coupe intercontinentale 1999 (finale)
- Coupe des confédérations 2001 (2 matchs)